# Museo de Arte de Pampulha
El Museo de Arte de Pampulha (en portugués: Museu de Arte da Pampulha) es un museo de arte de Brasil localizado en la región administrativa de Pampulha, en la ciudad  de Belo Horizonte, capital del estado de  Minas Gerais. Tiene en su acervo obras de diversas tendencias artísticas, principalmente de arte contemporáneo brasileño. Antes de su uso actual, el lugar funcionaba como casino.
El museo es una de las obras construidas por Oscar Niemeyer alrededor la laguna de Pampulha, a pedido del por entonces alcalde Juscelino Kubitschek, a principios de la década de 1940. 
El museo forma parte del Conjunto Arquitectónico de Pampulha, declarado en 2016 Patrimonio de la Humanidad, que se complementa con la iglesia de Francisco de Asís, la casa del Baile y el Yate Golf Club. Fue el primer edificio del conjunto en ser construido.

Hice este proyecto en una noche, no tuve otra alternativa. Pero cuando funcionaba como casino, cumplía bien sus finalidades, con sus mármoles, sus columnas de acero inoxidable, y la burguesía exhibiéndose, elegante, por sus rampas.
Oscar Niemeyer

Apenas fue inaugurado, el primer casino de la ciudad, comenzó a atraer jugadores de todo Brasil, transformando la vida nocturna de Belo Horizonte.  Como el responsable de la casa era Joaquim Rolla, el mismo administrador del casino de Urca, en Río de Janeiro, y del casino del palacio Quitandinha, en Petrópolis, el casino llevó a Belo Horizonte grandes espectáculos musicales. Los tiempos de gloria del Casino de Pampulha duraron poco. El 30 de abril de 1946, durante el gobierno del General Gaspar Dutra, el juego fue prohibido en todo Brasil. Pasó a funcionar como museo en 1957, cuando era conocido como Palacio de Cristal. 
Burle Marx diseñó los jardines externos, que se adornan con tres esculturas esculturas (de Ceschiatti, Zamoyski y José Pedrosa). Desde la reforma de 1996, sus instalaciones tienen biblioteca, tienda de souvenirs, café y salas de multimedia.
El MAP un total de unas 1600 obras, entre las obras de arte contemporáneo brasileño destacan las de Guignard. Su acervo reúne obras de diversos artistas plásticos como Oswaldo Goeldi, Fayga Ostrower y Anna Letycia, obras de modernistas como Di Cavalcanti, Livio Abramo, Bruno Giorgi y Ceschiatti y de contemporáneos como Antonio Dias, Frans Krajcberg, Ado Malagoli, Iberê Camargo, Tomie Ohtake, Ivan Serpa, Milton Dacosta, Alfredo Volpi, Franz Weissmann, entre otros.

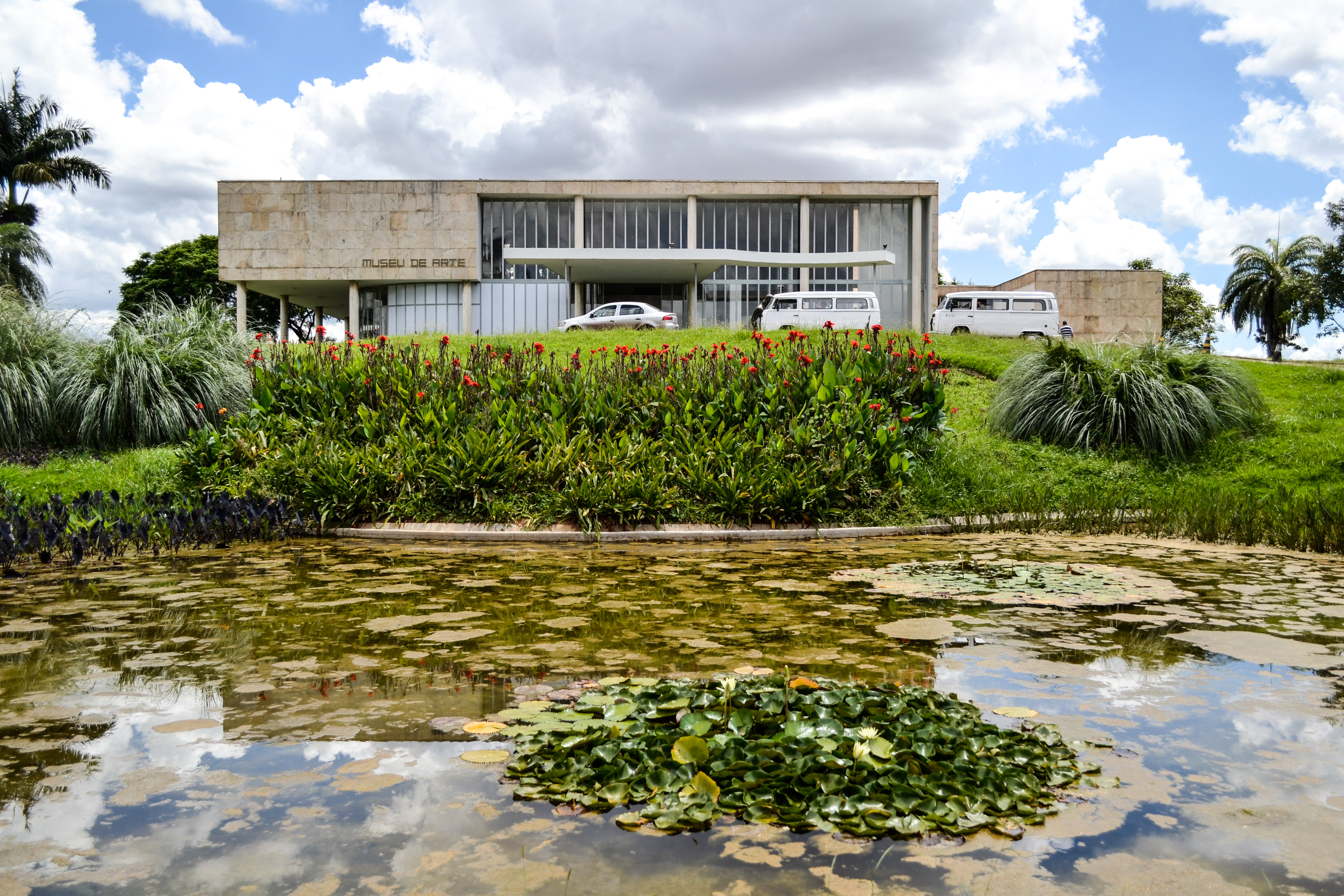
Exterior
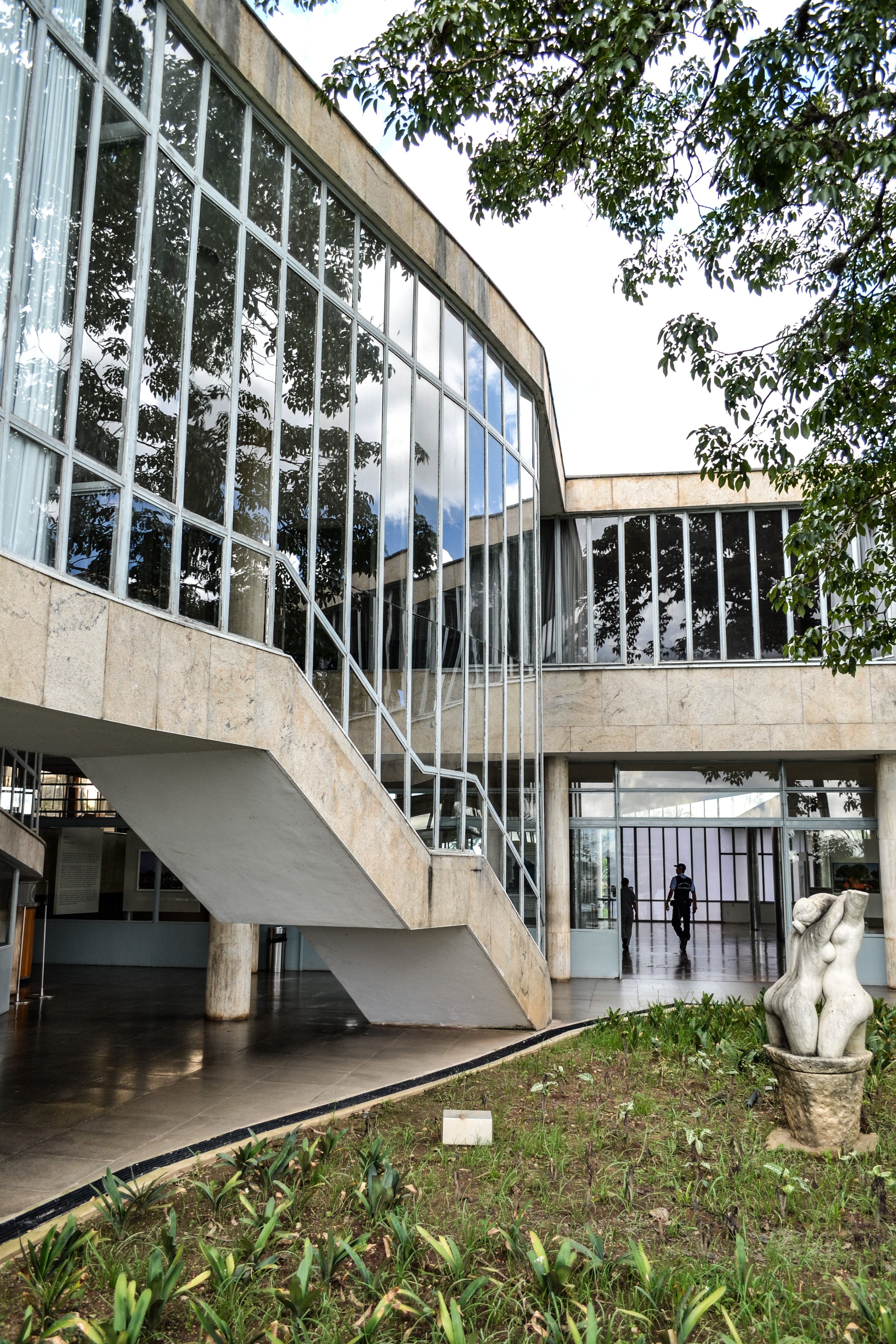
Patio
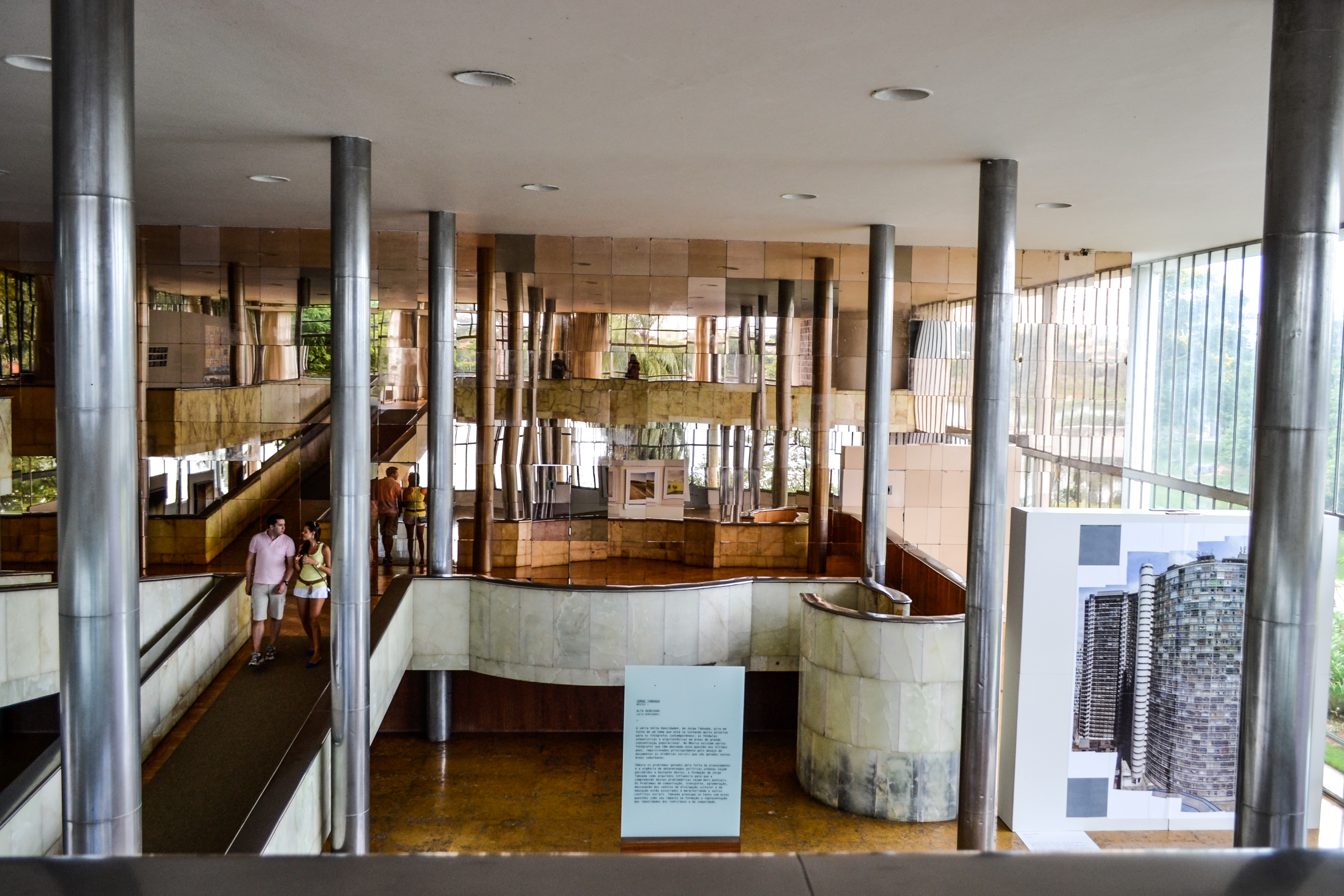
Interior
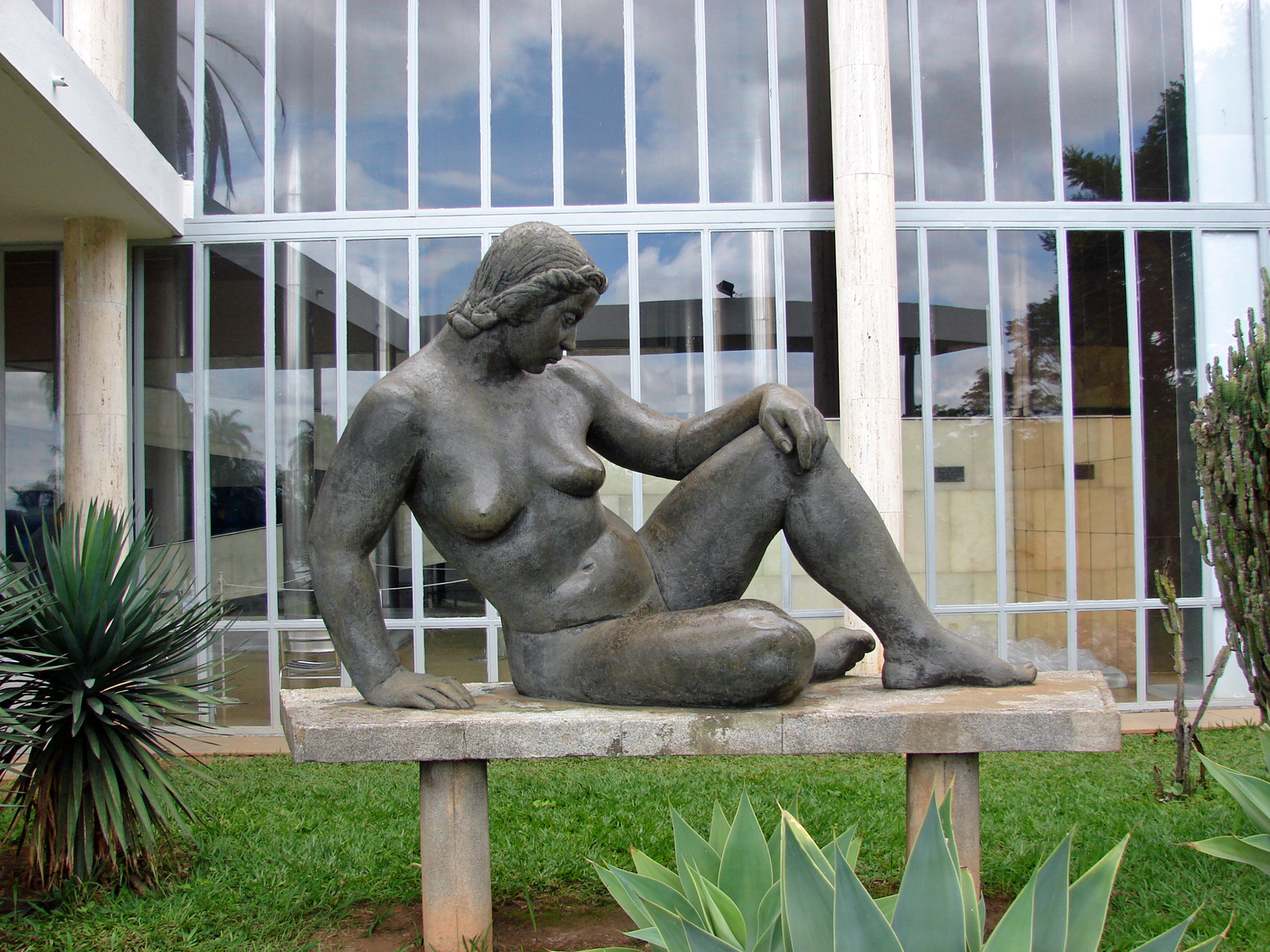
Nu (Desnudo), de August Zamoyski
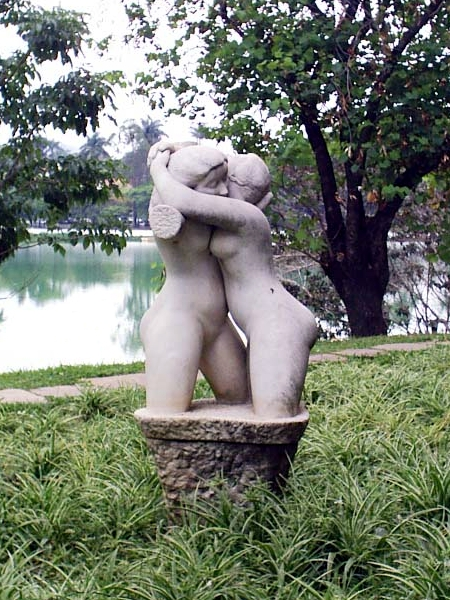
O Abraço (El abrazo), de Ceschiatti